# Homonculus moteur

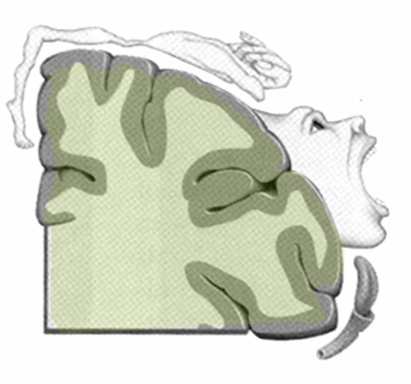
L'homuncule moteur.

Pour les articles homonymes, voir Homoncule.
L'homoncule moteur désigne l'organisation de la commande motrice des muscles du corps humain à la surface du cerveau. 
Le gyrus pré-central (ou circonvolution frontale ascendante) du cortex cérébral est peuplé de grands neurones pyramidaux, dits « cellules de Betz » qui sont le point de départ des axones qui constituent la voie pyramidale. Cette partie du cortex est l'aire 4 de Brodmann. Tout au long de cette aire, il existe une représentation ressemblant à un corps humain déformé, constitué par le fait que si on stimule électriquement un point de cette surface, cela produit un mouvement dans la partie du corps correspondante. On parle de somatotopie fonctionnelle. Chacune des régions de cette aire représente un territoire corporel et cette région corticale a une surface d'autant plus grande que la partie du corps considérée est plus complexe du point de vue de sa motricité. Par exemple, la surface correspondant à la main est très grande, surtout la surface correspondant au pouce. Cette représentation déformée du corps humain à la surface du cortex moteur s'appelle l'homonculus de Penfield, du nom du neurologue canadien  Wilder Penfield (1891–1976) qui l'a découverte.

## Galerie d'images

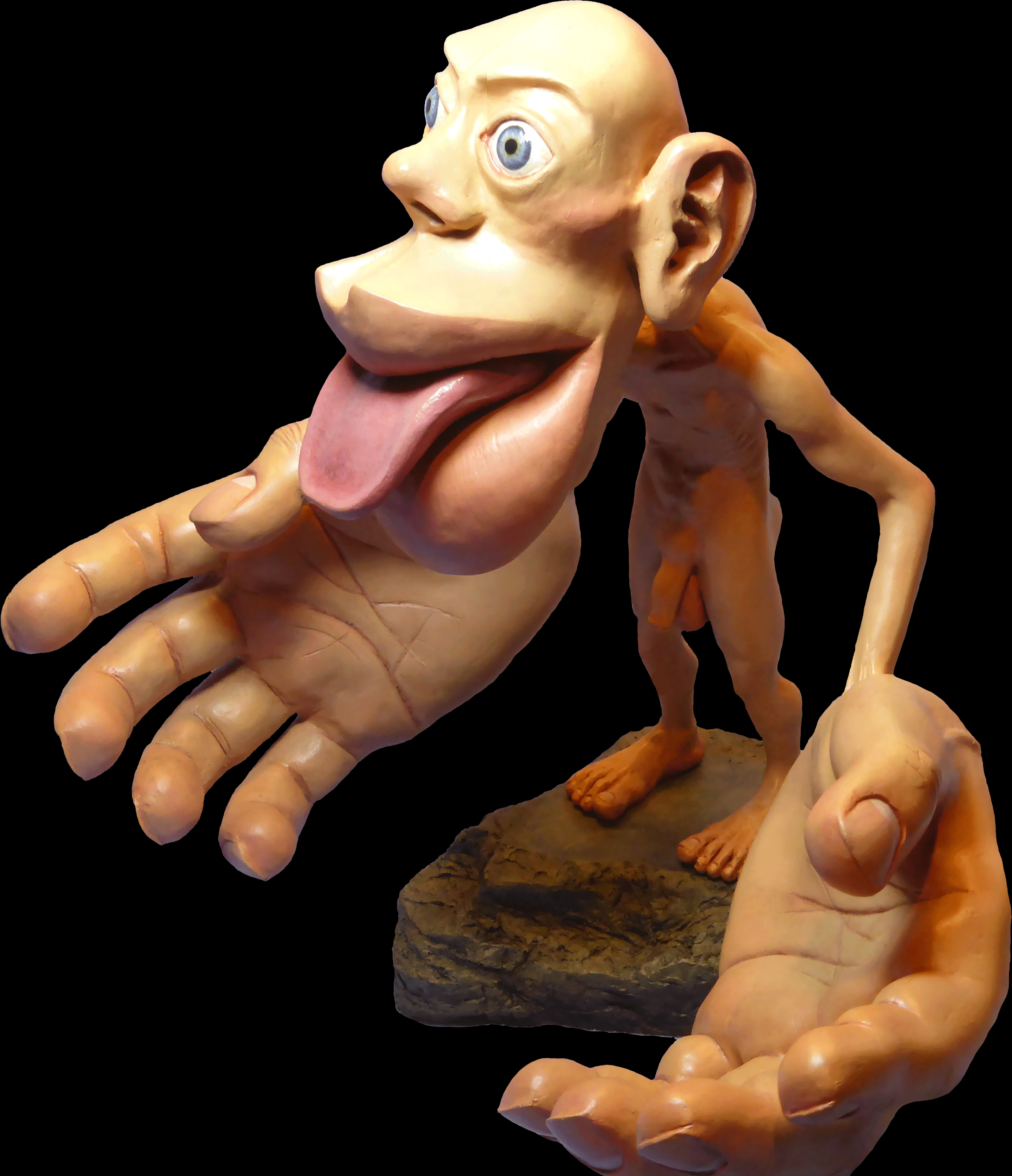
Homonculus moteur de Sharon Price-James.
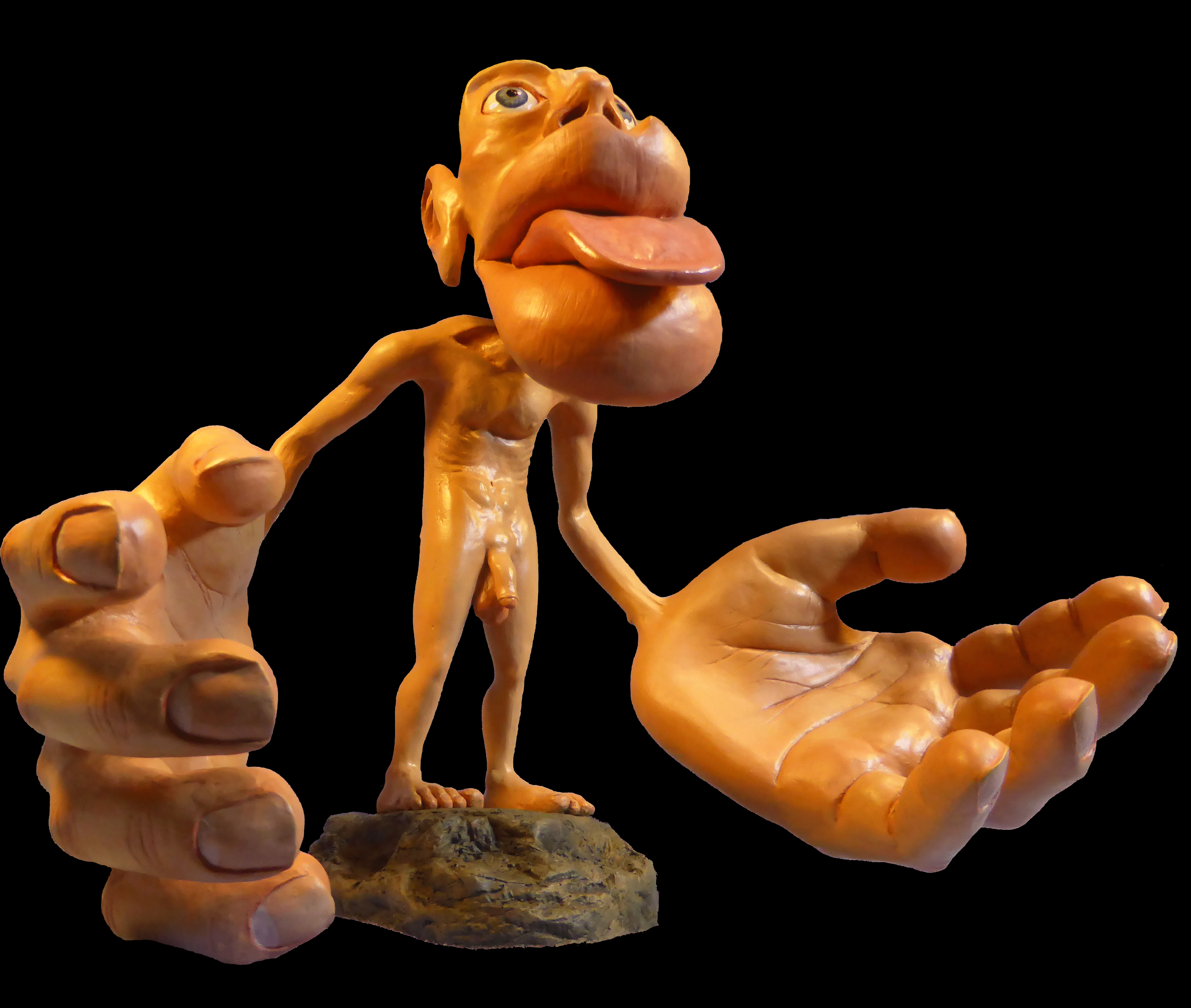
Idem, de face.
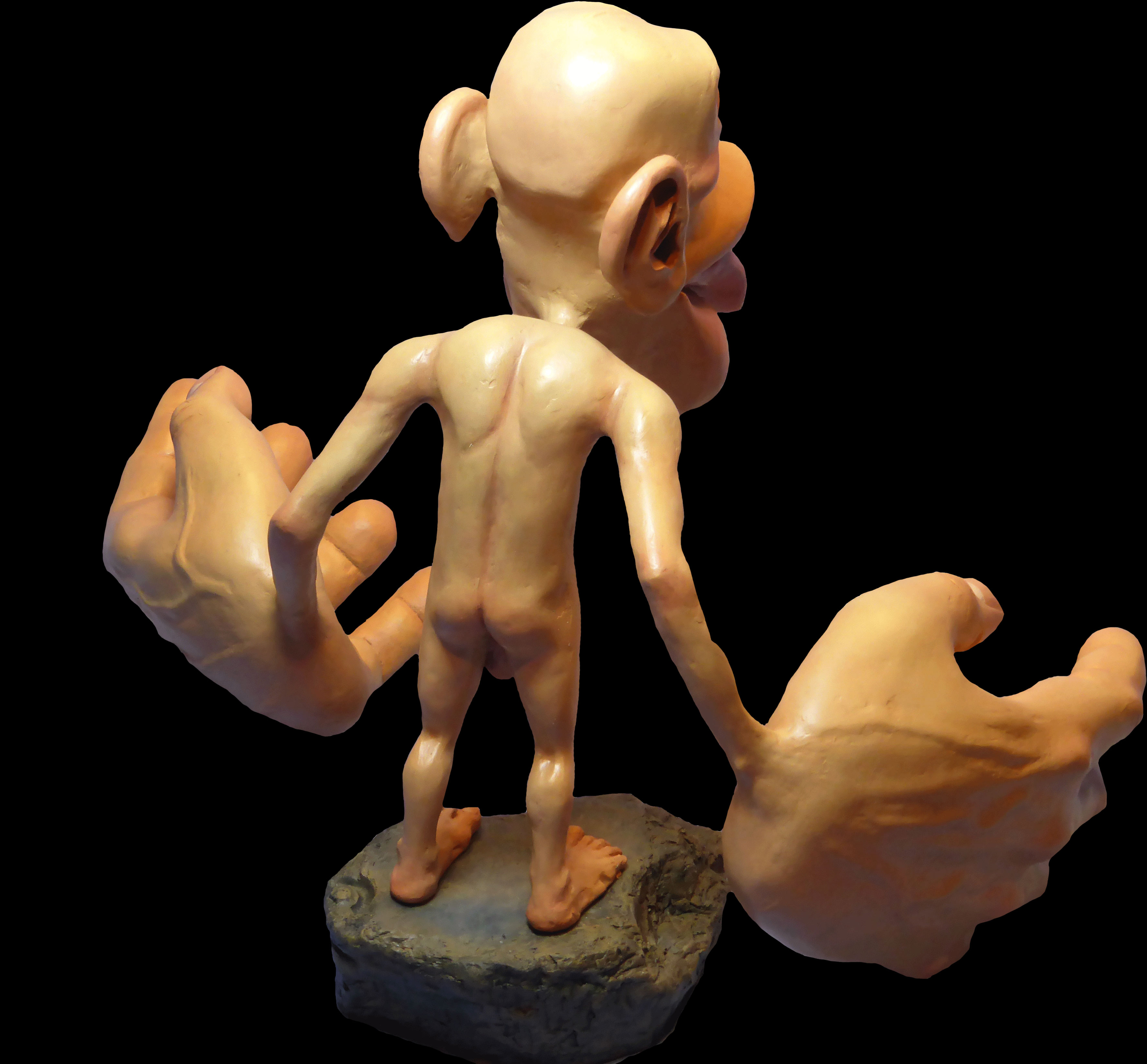
Idem, de dos.